# Pritelivir
Pritelivir (BAY 57-1293) är en antiviral helikas-primaskomplexhämmare. Pritelivir började prövas i fas 3-studier som ett antiviralt medel mot herpes simplex.